# Boissay
Boissay – miejscowość i gmina we Francji, w regionie Normandia, w departamencie Sekwana Nadmorska.
Według danych na rok 1990 gminę zamieszkiwało 241 osób, a gęstość zaludnienia wynosiła 36 osób/km² (wśród 1421 gmin Górnej Normandii Boissay plasuje się na 664. miejscu pod względem liczby ludności, natomiast pod względem powierzchni na miejscu 556.).